# Kanton Haute-Dordogne
Der Kanton Haute-Dordogne ist ein französischer Kanton im Département Corrèze und in der Region Nouvelle-Aquitaine. Er umfasst 26 Gemeinden aus dem Arrondissement Ussel. Bei der landesweiten Neuordnung der französischen Kantone wurde er 2015 neu geschaffen mit Bort-les-Orgues als Hauptort (frz.: bureau centralisateur).

## Gemeinden
Der Kanton besteht aus 26 Gemeinden mit insgesamt 9835 Einwohnern (Stand: 1. Januar 2022) auf einer Gesamtfläche von 568,24 km²:
| Gemeinde                   | Einwohner 1. Januar 2022 | Fläche km² | Dichte Einw./km² | Code INSEE | Postleitzahl |
| -------------------------- | ------------------------ | ---------- | ---------------- | ---------- | ------------ |
| Bort-les-Orgues            | 2.487                    | 15,07      | 165              | 19028      | 19110        |
| Chirac-Bellevue            | 277                      | 20,65      | 13               | 19055      | 19160        |
| Confolent-Port-Dieu        | 41                       | 8,47       | 5                | 19167      | 19200        |
| Lamazière-Basse            | 281                      | 44,04      | 6                | 19102      | 19160        |
| Latronche                  | 114                      | 19,79      | 6                | 19110      | 19160        |
| Liginiac                   | 657                      | 28,53      | 23               | 19113      | 19160        |
| Margerides                 | 284                      | 11,80      | 24               | 19128      | 19200        |
| Mestes                     | 340                      | 11,45      | 30               | 19135      | 19200        |
| Monestier-Port-Dieu        | 133                      | 18,00      | 7                | 19142      | 19110        |
| Neuvic                     | 1.597                    | 72,88      | 22               | 19148      | 19160        |
| Palisse                    | 220                      | 32,89      | 7                | 19157      | 19160        |
| Roche-le-Peyroux           | 98                       | 7,15       | 14               | 19175      | 19160        |
| Saint-Bonnet-près-Bort     | 188                      | 17,14      | 11               | 19190      | 19200        |
| Sainte-Marie-Lapanouze     | 60                       | 6,63       | 9                | 19219      | 19160        |
| Saint-Étienne-aux-Clos     | 245                      | 34,78      | 7                | 19199      | 19200        |
| Saint-Étienne-la-Geneste   | 87                       | 5,01       | 17               | 19200      | 19160        |
| Saint-Exupéry-les-Roches   | 592                      | 37,00      | 16               | 19201      | 19200        |
| Saint-Fréjoux              | 263                      | 24,93      | 11               | 19204      | 19200        |
| Saint-Hilaire-Luc          | 65                       | 10,84      | 6                | 19210      | 19160        |
| Saint-Pantaléon-de-Lapleau | 64                       | 8,46       | 8                | 19228      | 19160        |
| Saint-Victour              | 194                      | 14,79      | 13               | 19247      | 19200        |
| Sarroux-Saint Julien       | 867                      | 54,39      | 16               | 19252      | 19110        |
| Sérandon                   | 344                      | 34,48      | 10               | 19256      | 19160        |
| Thalamy                    | 104                      | 11,84      | 9                | 19266      | 19200        |
| Valiergues                 | 151                      | 13,13      | 12               | 19277      | 19200        |
| Veyrières                  | 82                       | 4,10       | 20               | 19283      | 19200        |
| Kanton Haute-Dordogne      | 9.835                    | 568,24     | 17               | 1908       | –            |

## Veränderungen im Gemeindebestand seit der landesweiten Neuordnung der Kantone
2017: Fusion Saint-Julien-près-Bort und Sarroux → Sarroux-Saint Julien

## Politik
| Vertreter im Departementrat | Vertreter im Departementrat | Vertreter im Departementrat |
| Amtszeit                    | Namen                       | Partei                      |
| --------------------------- | --------------------------- | --------------------------- |
| 2015–                       | Danielle Coulaud Jean Stöhr | UMP                         |